# Karl Bartos

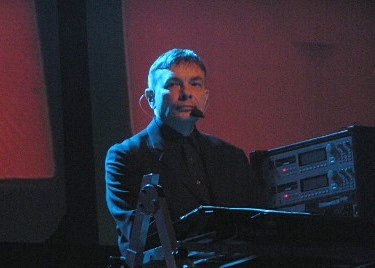
Karl Bartos (2005)

Karl Bartos (* 31. Mai 1952 in Marktschellenberg als Karlheinz Bartos) ist ein deutscher Musiker, DJ, Musikproduzent, Songwriter und ehemaliges Bandmitglied von Kraftwerk (1975 bis 1990).

## Leben

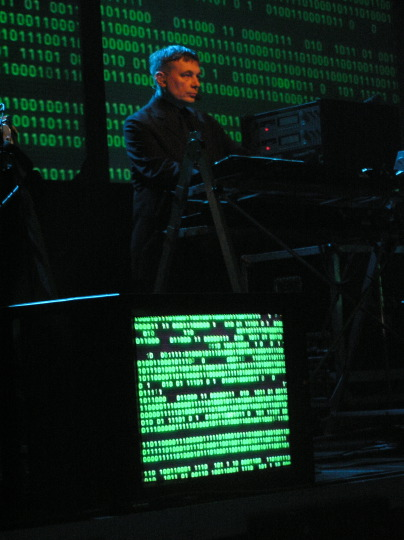
Karl Bartos (2005)

Karl Bartos’ Interesse für die Musik begann 1964, als der Freund seiner Schwester die Beatles-Single A Hard Day’s Night auf dem Plattenspieler der Eltern auflegte.
Bartos spielte zunächst in der Anthony String Group und zusammen mit Bodo Staiger und Marius Müller-Westernhagen bei Sinus. Von 1970 bis 1976 studierte er Klavier, Vibraphon und Schlagzeug an der Robert Schumann Hochschule Düsseldorf in Düsseldorf. Ein Dozent stellte den Kontakt zu Ralf Hütter und Florian Schneider her, die auf der Suche nach einem Schlagzeuger für Liveauftritte von Kraftwerk waren.  Bartos wurde 1975 Bandmitglied und war ab 1978 bis zu seinem Ausscheiden 1990 Co-Komponist sämtlicher Titel, darunter Tour de France, Das Model und Der Telefonanruf. Letzterer ist der einzige Bandtitel, für den Bartos den Gesangspart beisteuerte; sowohl für die 1986 erschienene Albumversion von Electric Café, als auch für die ein Jahr darauf veröffentlichten Remixe (7"- und 12"-Single). Karl Bartos erfand den Nummern-Beat, welcher unter anderem in Afrika Bambaataas für die Hip-Hop und Rapmusik wegweisenden Hit Planet Rock (1982) verwendet wurde und die Entwicklung der elektronischen Popmusik entscheidend mitprägte.
Während der Arbeiten an The Mix verließ Bartos 1990 die Band. Obwohl Bartos an der Programmierung des Albums beteiligt war, wurde sein Mitwirken in den Album-Credits nicht erwähnt.
Anschließend begann Bartos unter dem Projektnamen Elektric Music die Zusammenarbeit mit dem ehemaligen Rheingold-Musiker Lothar Manteuffel. 1993 erschien das einzige Album Esperanto. Die Zusammenarbeit endete im darauf folgenden Jahr.
Ab 1994 arbeitete er mit Bernard Sumner und Johnny Marr am zweiten Album des Projektes Electronic Raise the Pressure zusammen. Weiterhin war Bartos als Produzent, Songwriter oder Remixer für verschiedene internationale Künstler wie OMD, Anthony Rother, Flatz oder Deine Lakaien tätig. Deutlich von der Zusammenarbeit mit Electronic geprägt erschien 1998 ein Soloalbum unter dem neuen Namen Electric Music. Sowohl die Namensänderung als auch der Musikstil grenzten sich deutlich vom Stil des Vorgängerprojektes ab. Anders als auf Esperanto, einem deutlich von Kraftwerk beeinflussten Album, war diese Veröffentlichung von seiner Arbeit mit Sumner und Marr geprägt. Es handelt sich um Gitarrenpop mit Anklängen an die Beatles. Album und Singles waren wenig erfolgreich.
Erst 2003 erschien mit Communication erstmals ein Album unter seinem eigenen Namen. In den folgenden Jahren ging Bartos auf Tournee und nahm an Festivals teil.
Von 2004 bis 2009 lehrte Bartos im Rahmen einer Gastprofessur an der Universität der Künste in Berlin Auditive Mediengestaltung am Studiengang Sound Studies. 2004 nahm er außer Konkurrenz mit dem Musikvideo I’m the Message an den Internationalen Kurzfilmtagen Oberhausen teil, bei denen er auch in der Jury saß.
2013 erschien sein Album Off The Record, mit dem er auch auf Tournee unter anderem in Berlin und Kopenhagen geht. Es stieg auf Platz 44 in die deutschen Album-Charts ein und wurde in den vorwiegend positiven Kritiken als „die beste Kraftwerk-Platte seit 30 Jahren“ bezeichnet.

„Während Hütter mit seinen zu Recht gefeierten Auftritten in Museen wie der Tate Gallery das Erbe der Band verwaltet, schlägt Bartos den Bogen in die Neuzeit. Und ist dabei in manchen Momenten den großen, den bahnbrechenden Alben der Diskographie näher, als er selbst vielleicht wahrhaben möchte.“

Am 25. August 2017 erschien im Eichborn-Verlag die Autobiografie von Karl Bartos mit dem Titel Der Klang der Maschine.
2021 wurde er als Teil des klassischen Line-Up von Kraftwerk in die Rock and Roll Hall of Fame aufgenommen.
Für eine am 17. Februar 2024 in Frankfurt/Main beginnende Tournee schuf er zusammen mit dem Tondesigner Mathias Black eine live zu spielende elektroakustische Neuvertonung von Das Cabinet des Dr. Caligari auf der Basis der von der Murnau-Stiftung restaurierten Fassung.

## Diskografie

### Als Elektric Music
- 1992: Crosstalk (Single)
- 1993: Esperanto (Album)
- 1993: TV / Lifestyle (Single)

### Als Electric Music
- 1998: Electric Music (Album)
- 1998: Sunshine / Call On Me (Single)
- 1999: The Young Urban Professional (Single)

### Solo
- 2000: 15 Minutes of Fame (Single)
- 2003: Communication (Album)
- 2003: I’m The Message (Single)
- 2005: Camera Obscura (Single)
- 2013: Atomium (Single)
- 2013: Off The Record (Album)
- 2016: Life (Single)
- 2024: The Cabinet Of Dr. Caligari (Album)

## Auszeichnungen
- 2004: HOW’s International Design Award[24]
- 2004: iF Communication Design Award, „iF silver award“ in der Kategorie „digital media.animation“[25]
- Red Dot Design Award, Kategorie „Communication Design“[24]
- 2014: Grammy Award in der Kategorie „Lifetime Achievement Award“ (Lebenswerk) als Teil der Band  Kraftwerk[26]
- 2014: The Man with the Golden Ear award[27]
- 2021: Aufnahme in die Rock and Roll Hall of Fame als Teil des klassischen Line-Up der Band Kraftwerk